# Лисицин Євген Анатолійович
Євген Анатолійович Лисицин (нар. 16 липня 1981, Луганськ, УРСР) — російський та український футболіст, півзахисник.

## Життєпис
Футболом розпочав займатися в СДЮШОР «Зоря». Перший тренер — А. С. Тарасов. У восьмому класі їздив в московський «Спартак» на перегляд, але змушений був покинути розташування «червоно-білих», тому що на той момент в Росії не було першості серед дублюючих складів, а в другій лізі легіонерам грати заборонялося. У випускному класі Євгена запросили в Ровеньки. Місцевий клуб «Авангард-Індустрія» зазнавав фінансових труднощів і тому залучав до складу зовсім молодих виконавців. Тут Євген провів 4 матчі. Першою повноцінною дорослою командою для Лисицина стала луганська «Еллада», яка виступала в чемпіонаті області. За цей колектив відіграв рік, ставав чемпіоном області.
Після «Еллади» в 2001 році Лисицин знову поїхав до Москви, де підписав повноцінний контракт. Виступав у дублі під керівництвом тренера Корольова. За основну команду зіграв 15 хвилин у матчі з «Зенітом» 30 червня 2001 року. Російська кар'єра Лисицина продовжилася в воронезькому «Факелі», а потім у грозненському «Тереку». Після того як клуб втратив мсце в елітному російському дивізіоні, від послуг Лисицина вирішили відмовитися. Було декілька пропозицій від команд Росії та України, але суму відступних, яку вимагав «Терек», платити ніхто не бажав. У підсумку Євген не грав майже рік, чекаючи допоки закінчиться контракт з клубом.
Повернувшись в Україну в поганій спортивній формі, Лисицин приймає пропозицію дніпродзержинської «Сталі», а потім через півроку переберается ближче до сім'ї — в Алчевськ. Відігравши два роки в місцевій «Сталі», перейшов до ужгородського «Закарпаття». У цій команді відбувся дебют Лисицина в українській Прем'єр-лізі. У цьому сезоні ужгородці понизилися в класі. Провівши в «Закарпатті» ще сезон, Євген перейшов у МФК «Миколаїв». У складі «корабелів» був одним з лідерів на полі, виводив команду з капітанською пов'язкою. За підсумками сезону розділив звання найкращого гравця команди з Гудзікевичем і Бровкіним. Сама ж миколаївська команда від вильоту до другої ліги врятувалася лише в додатковому матчі.
Напередодні старту сезону 2012/13 років перейшов до харківського «Геліоса». У Харкові зіграв в 18 матчах першого кола і в зимову паузу отримав від керівництва «сонячних» статус вільного агента. У 2013 році захищав кольори аматорського клубу ФК «Попасна».

## Досягнення

### Клубні
- Прем'єр-ліга Росії
  -  Чемпіон (1): 2001